# Lori Grimes
Lori Grimes est un personnage principal de la série télévisée The Walking Dead. Il est interprété par Sarah Wayne Callies et doublé en version française par Gaëlle Savary de la saison 1 à la saison 3.

## Biographie fictive

### Saison 1
C'est la femme de Rick. Le fils unique de Lori et Rick est Carl Grimes, âgé d'environ 12 ans. Le jour de la fusillade impliquant son mari, Lori apprend à une de ses amies que son mariage avec Rick bat de l'aile. Lorsque l'épidémie se déclare et que la ville est bombardée, c'est Shane, le meilleur ami de son mari, qui prend l'initiative d'amener Lori et Carl hors de la ville laissant Lori anéantie par la perte de Rick qui est toujours dans le coma pendant le bombardement. Dans les semaines qui suivent, elle trouve refuge avec un petit groupe de rescapé dans les collines d'Atlanta. 
Alors qu'elle pense son mari mort, elle entame une relation intime avec Shane. Mais lors du retour de Rick, Lori reprend sa relation avec lui sans rien lui dire de sa relation passée avec Shane tout en ordonnant à ce dernier de s'éloigner d'elle et son fils, reprochant à Shane de lui avoir menti au sujet de son mari. 
Lori fait partie des survivants de l'attaque des rôdeurs sur le camp et trouve refuge au CDC d'Atlanta avec le groupe et en apprend plus là-bas sur l'épidémie et le déroulement d'une contamination. Alors qu'elle est seule dans une des salles du complexe, Shane tente de la violer sous l'effet de l'alcool mais elle parvient à le repousser et à lui faire reprendre ses esprits. Elle reste sous le choc de cette agression mais ne dit rien à personne. Alors que le groupe électrogène du CDC est sur le point d'exploser à la fin d'un compte à rebours, Lori fait partie des membres du groupe s'évadant du complexe pour tenter sa chance à l'extérieur au lieu de s'y laissé mourir. Après l'explosion, elle reprend la route avec le groupe vers une destination inconnue.

### Saison 2
Elle aide le groupe à trouver des vivres dans un énorme carambolage lorsque la caravane de Dale tombe en panne sur l'autoroute. En pleine recherche, Shane lui apprend son désir de quitter le groupe en douce ce qui a pour effet de provoquer une dispute. Soudain, une horde de rôdeurs fait son apparition et approche du groupe. Cachée sous une voiture auprès de Carol, elle assiste à la fuite de Sophia dans les bois, poursuivie par deux rôdeurs, ce qui entraîne sa disparition. Après avoir participé aux recherches pour la petite fille séparée de son mari et son fils et alors qu'elle s'apprête à repartir pour l'autoroute, Lori rencontre Maggie Greene qui la transporte à cheval à la ferme d'Hershel, où Carl, avec plusieurs éclats de balle de fusil plantés dans le ventre, se trouve pour y être soigné. Elle reste alors au chevet de son fils et veille sur lui.
Lori demande ensuite à Glenn de lui ramener discrètement un test de grossesse lors de l'un de ses raids en ville avec Maggie. Après avoir utilisé le test, elle s'aperçoit qu'elle est enceinte. Par la peur d'avoir un enfant dans ce monde, elle se confie à Glenn sur sa grossesse et lui demande une nouvelle fois de lui rapporter des vivres dont notamment des pilules dans le but d'avorter. Finalement, après quelques secondes de réflexions à la suite de sa prise des pilules, elle se fait vomir immédiatement lorsqu'elle se rend compte que son véritable souhait est de garder son bébé. En parallèle, elle est dérangée par le changement de son mari en une personne plus sombre en milieu de saison après la découverte de Sophia dans la grange d'Hershel. Rick tombe ensuite sur la plaquette de pilules et finit par demander à sa femme si elle est enceinte, ce à quoi elle acquiesce. Elle avoue également à Rick sa liaison avec Shane tandis qu'elle le croyait mort et lui révèle sa peur d'élever un enfant dans ce monde apocalyptique. Malgré cela, Rick décide de l'aider et d'assumer cette paternité. La nouvelle de la grossesse de Lori fait rapidement le tour du groupe et mène aux premières réelles tensions entre Shane et Rick au sujet du père du bébé. 
Alors que Hershel est allé en ville seul après le massacre de la grange et que Beth soit en état de choc, Rick et Glenn s'en vont chercher le vieil homme. Mais après quelques heures, Lori s'inquiète pour son mari et pour Beth et prend la voiture de Maggie pour rejoindre Rick et Glenn. Sur la route, alors qu'elle regarde un plan de la zone, elle heurte un rôdeur ce qui cause un violent accident de voiture. Après cet accident, elle se bat pour sa survie en tuant deux rôdeurs. Elle est ramenée par Shane qui était partie la retrouver et qui lui ment en lui disant que Rick est à la ferme, ce qui n'est pas encore le cas. Lorsqu'elle revient à la ferme, Lori s'entretient avec Dale qui lui confie que pour lui, Shane devient paranoïaque et dangereux, le tenant pour responsable de la mort d'Otis. Plus tard, elle aide Maggie pour tenter d'empêcher Beth de se suicider. En fin de saison, malgré leurs différents, elle remercie Shane pour tout ce qu'il a fait auprès d'elle et sa famille, s'excuse auprès de lui pour ses agissements et choisit d'entretenir une relation platonique avec ce dernier, ce qui renforce les sentiments de Shane à son égard et qui le pousse à vouloir assassiner Rick pour se débarrasser de lui et prendre sa place. Lors de l'invasion de la horde de rôdeurs à la ferme des Greene, Lori se bat tant bien que mal pour survivre et prend la fuite auprès de Beth et T-Dog avant de retrouver Rick, Carl et le reste du groupe sur l'autoroute du début de la saison. Sa relation avec son mari se détériore énormément lorsqu'elle apprend que c'est lui qui a tué Shane, et surtout que c'est Carl qui a abattu ce dernier après sa transformation en rôdeur.

### Saison 3
Des mois après avoir fui la ferme des Greene, Lori ère dans la nature avec le groupe en essayant de trouver un refuge. Elle arrive au terme de sa grossesse, ce qui accentue le besoin du groupe de trouver un endroit sûr, mais entretient toujours une relation chaotique avec Rick avec qui elle ne parle pratiquement plus et a la sensation de s'être également éloignée de Carl qui prend de plus en plus d'assurance. Malgré sa situation, elle aide le groupe à abattre les nombreux rôdeurs qui sont présents dans la prison trouvée par Rick et Daryl. Au cours du nettoyage de la prison, le groupe tombe sur 5 prisonniers encore vivants et ne sachant rien de ce qui se passe à l'extérieur. Deux d'entre eux décident de rejoindre le groupe tandis que deux autres sont tués et le cinquième, Andrew, est jeté dehors parmi les rôdeurs. Hershel, seule personne capable de réaliser l'accouchement de Lori, est mordu à la jambe et perd connaissance lorsque celle-ci est amputée. Plongé dans le coma après son amputation de la jambe, personne ne peut assurer la venue au monde de son bébé. Lori garde pour autant sa force et s'occupe aussi d'Hershel, lui sauvant d'ailleurs la vie lorsque le vieil homme s'arrête de respirer.
Lori parle à Carol de sa peur de devoir subir une césarienne pour son enfant comme celle qu'elle a dû avoir pour Carl. Carol prend donc la décision de remplacer Hershel pour l'accouchement et s'exerce à faire une césarienne sur un rôdeur. Quelques jours plus tard, Andrew, qui a survécu, tend un piège au groupe en laissant entrer des dizaines de rôdeurs dans la prison pour prendre sa revanche. Le groupe se sépare et Lori se retrouve avec Carl et Maggie tandis que la peur et le stress font démarrer les contractions. Piégé par les rôdeurs, le trio trouve refuge dans une chaufferie où les craintes de Lori sont confirmées : elle est sur le point d'accoucher et demande à Maggie de réaliser une césarienne improvisée sur elle tout en sachant que sans analgésiques ni anesthésie, cela lui sera probablement fatal. Elle fait ses adieux à Carl avant que Maggie ne commence à lui ouvrir le ventre. La fille de Lori est vivante et en bonne santé, mais comme elle s'y attendait, Lori succombe à sa blessure. Carl, en larmes, insiste pour être celui qui achèvera Lori avant qu'elle ne puisse se réveiller transformée en rôdeur. Alors que Maggie s'éloigne avec le bébé, Carl tire une balle dans la tête de Lori. Maggie et Carl emmènent le bébé à l'extérieur une fois que les rôdeurs ont été achevés, et Rick, en voyant l'enfant mais pas Lori, comprend que Lori est morte et s'effondre. 
Dans un état de fureur, il se dirige vers la chaufferie en tuant tous les rôdeurs sur son passage et tombe sur un rôdeur au ventre gonflé qui aurait dévoré le corps de Lori selon Rick. Dans sa rage, il achève le rôdeur et le poignarde a de multiples reprises, fou de douleur. À cause de l'état second où il se trouve, Rick commence à avoir des hallucinations de Lori et d'autres survivants décédés auparavant, croyant parler à Lori au téléphone alors que celui-ci est inactif. L'enfant de Lori est un peu plus tard nommé Judith par Carl, et la Dure-à-cuire (Little Ass Kicker en V.O) par Daryl. Alors que le groupe fait ensuite face aux attaques du Gouverneur de la communauté voisine de Woodbury, Rick est victime d'hallucinations visuelles avec des images effrayantes et continues de Lori, ce qui le fait douter lui et le groupe sur ses capacités en tant que leader. Cependant, il finit par prendre le dessus sur le Gouverneur, réussit à fusionner son groupe et les habitants de Woodbury. Maintenant beaucoup plus en paix avec lui-même, ses hallucinations sur Lori disparaissent.

### Saison 7
Alors que le groupe de Rick est complètement asservi à Negan, il en profite pour confier à Michonne qu'il sait qu'il n'est pas le père biologique de Judith et qu'il s'agit bel et bien de Shane.

### Saison 11
Dans le dernier épisode de la série, Lori apparaît dans des flashbacks lorsque Rick écrit qu'il pense toujours aux proches qu'il a perdu depuis le début de l'épidémie.